# Palla moderata
Palla moderata är en fjärilsart som beskrevs av M.Gaede 1915. Palla moderata ingår i släktet Palla och familjen praktfjärilar. Inga underarter finns listade i Catalogue of Life.